# (18055) Fernhildebrandt
(18055) Fernhildebrandt est un astéroïde de la ceinture principale.

## Description
(18055) Fernhildebrandt est un astéroïde de la ceinture principale. Il fut découvert le 11 octobre 1999 à Eskridge par Gary Hug et Graham E. Bell. Il présente une orbite caractérisée par un demi-grand axe de 2,69 UA, une excentricité de 0,12 et une inclinaison de 11,1° par rapport à l'écliptique.

## Compléments